# كريس أوين
كريس أوين (بالإنجليزية: Chris Owen)‏ هو ممثل أمريكي، ولد في 25 سبتمبر 1980 بميشيغان في الولايات المتحدة.

## أعمال

### أفلام
- (1995) الرائد باين
- (1999) أكتوبر سكاي[2]
- (1999) الفطيرة الأمريكية[3][4][5]
- (2001) الفطيرة الأمريكية 2[6][7][8]
- (2004) هيدالغو[9]
- (2005)  معسكر الفرقة
- (2007) ذا ميست
- (2012) لم الشمل الأمريكي[10][11][12]

## وصلات خارجية
- كريس أوين على موقع IMDb (الإنجليزية)
- كريس أوين على موقع ميتاكريتيك (الإنجليزية)
- كريس أوين على موقع روتن توميتوز (الإنجليزية)
- كريس أوين على موقع قاعدة بيانات الأفلام العربية
- كريس أوين على موقع ألو سيني (الفرنسية)
- كريس أوين على موقع أول موفي (الإنجليزية)
- كريس أوين على موقع قاعدة بيانات الأفلام السويدية (السويدية)
- كريس أوين على موقع إن إن دي بي (الإنجليزية)
- كريس أوين على موقع قاعدة بيانات الفيلم (الإنجليزية)
- كريس أوين على موقع ليتربوكسد (الإنجليزية)